# Duivenvoorde

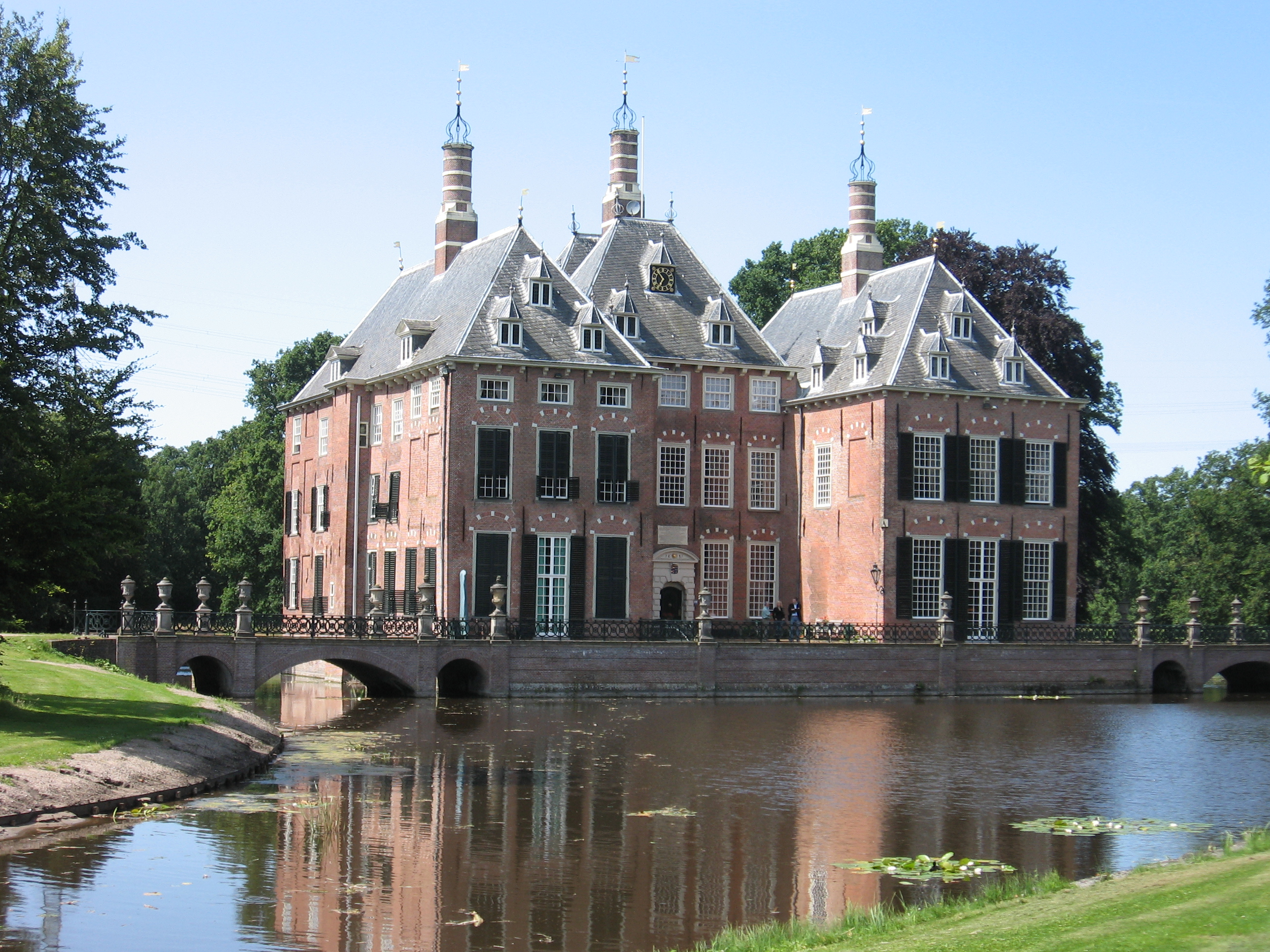
Château de Duivenvoorde.

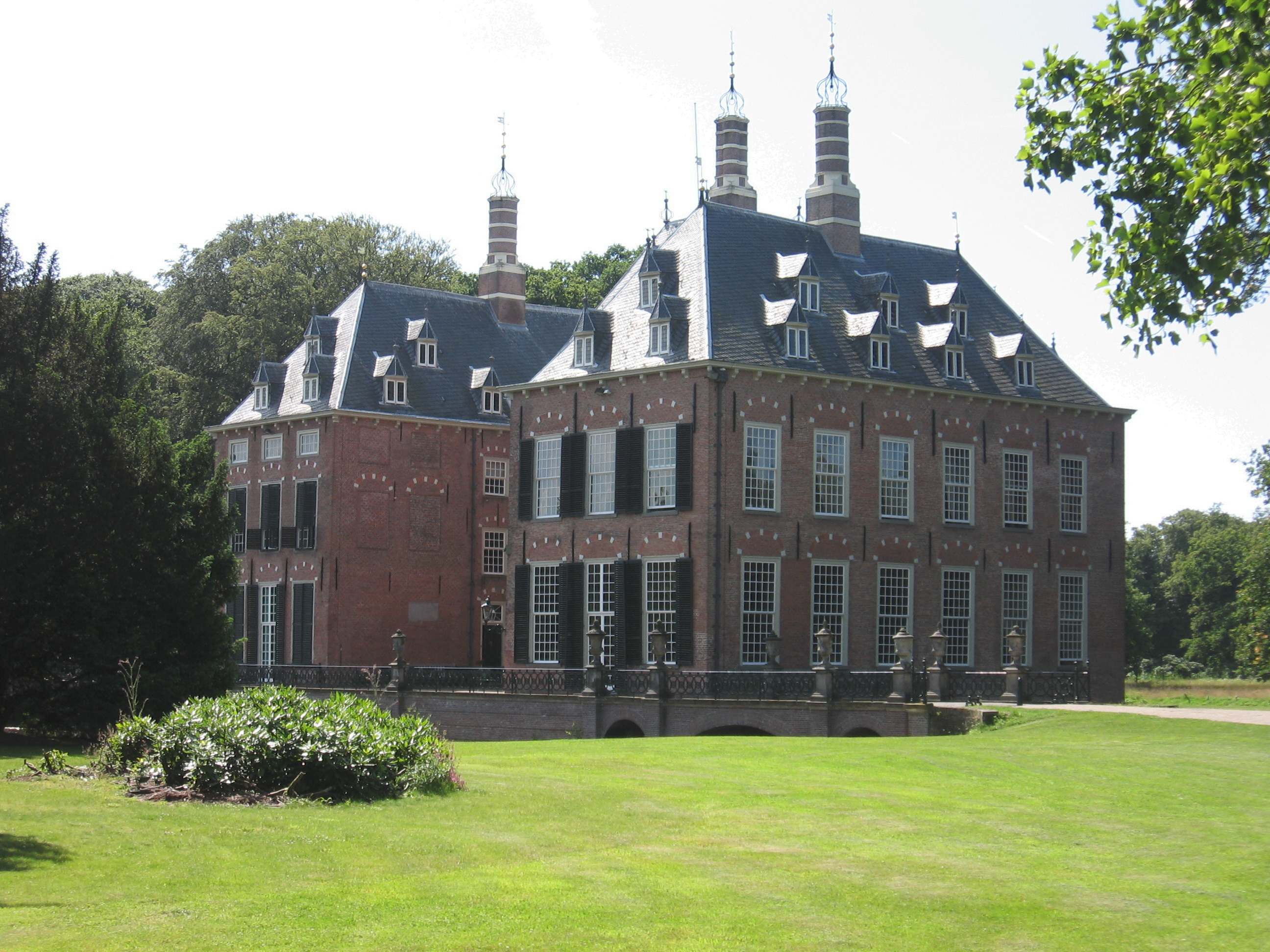
Vue du château de Duivenvoorde.

Le château de Duivenvoorde situé près de Voorschoten est un des plus vieux châteaux de Hollande-Méridionale.
Il est déjà cité en 1226, son bâti est superposé à d'anciens restes romains et celtes.
L'étymologie du nom Duivenvoorde (Dievenvoorde, Dievoorde, Dievoort, Dievoert) vient du celtique Divoritum sous sa forme plurielle Devonritum ( Devon+ritum), c'est-à-dire gué sacré ou consacré à des dieux ou déesses.

## Archéologie
Lieu d'antique habitat, Duivenvoorde a déjà livré des restes de son histoire pour la période antique, ainsi :
- une pierre portant une inscription latine concernant la reconstruction d'un magasin d'armes par les troupes romaines y fut découvert déjà en 1717, elle est datée d'environ 196-198 de notre ère. Une inscription plus ancienne de la période 103-111 figure sur son avers, mais elle est mutilée, car pour y inscrire le texte nouveau, la pierre a été diminuée ;
- une pierre de taille plus réduite date également de la période de Septime Sévère, mais le nom de l'empereur Geta a été gravé vers 215 par ordre de Caracalla.